# Vjatjeslav Trubnikov
Vjatjeslav Ivanovitj Trubnikov (ryska: Вячеслав Иванович Трубников), född 25 april 1944 i Irkutsk, död 18 april 2022 i Irkutsk, var en rysk ingenjör, statsvetare och underrättelseofficer. Han var chef för Rysslands utrikes underrättelsetjänst (SVR) 1996–2000.
Trubnikov föddes under stora fosterländska kriget i Irkutsk som son till en montör på en flygplansfabrik, som var evakuerad från Moskva. Trubnikov växte senare upp i Moskva. Han utbildade sig i fysik och matematik på Moskvauniversitetet, med examen 1961. Han examinerades från Moskvas statliga institut för internationella relationer 1967 och började arbeta i KGB:s avdelning för spioneri i utlandet. Åren 1971–1977 tjänstgjorde han i Indien under täckmantel av journalist för RIA Novosti. Åren 1977–1984 arbetade han på KGB:s huvudkontor och 1984–1990 i Bangladesh och Indien. 
Åren 1990–1991 var han chef för KGB:s enhet för Sydostasien och från 1992 biträdande chef för Ryska federationens yttre underrättelsetjänst (SVR). 
Han var chef för SVR mellan 1996 och 2000.
Från 2000 arbetade Vjatjeslav Trubnikov inom den ryska utrikesförvaltningen, bland annat som ambassadör i Indien från 2004.